# Халил бей медресе
Халил бей медресе (на гръцки: Μεντρεσές του Χαλίλ Μπέη; на турски: Halil Bey Madrasah) е медресе в източномакедонския град Кавала, Гърция.
Медресето е разположено в Стария град (Панагия) и е част от комплекса на Халил бей джамия. Към началото на XX век то има осем учебни стаии. В медресето има и начално девическо училище.
Сградата на медресето заедно с джамията е реставрирана. В медресето се съхраняват фолклорни сбирки и се помещава Ландшафтното сдружение на Панагия „То Кастро“.